# Kaiser Friedrich Museumsverein

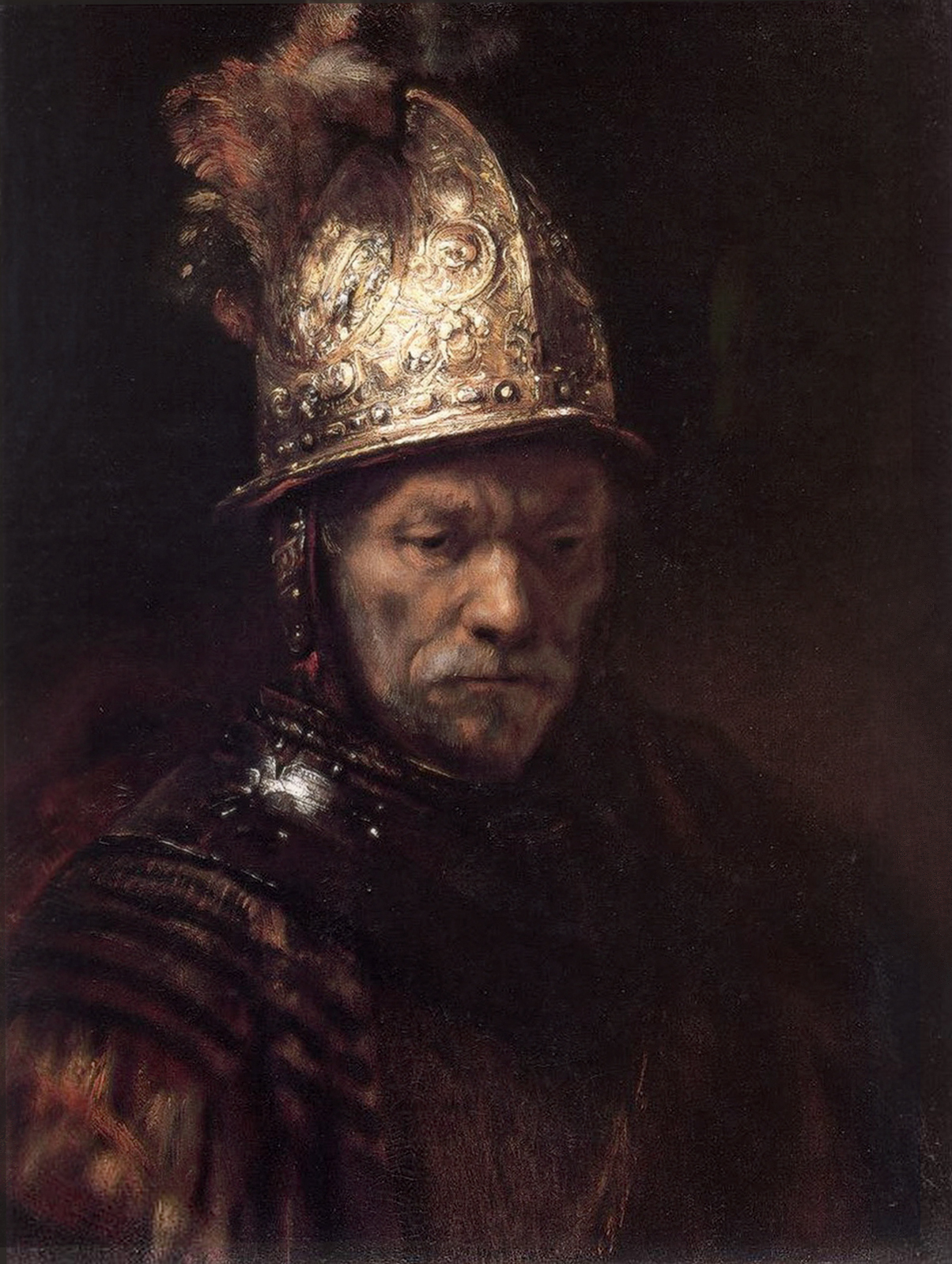
Eine der ersten Erwerbungen: Der Mann mit dem Goldhelm

Der Kaiser Friedrich Museumsverein (KFMV) ist der Förderverein der Gemäldegalerie sowie der Skulpturensammlung der Staatlichen Museen zu Berlin. Die vom Verein erworbenen Kunstwerke werden den entsprechenden Sammlungen als Leihgaben überlassen. Die etwa 120 Gemälde sowie rund 150 Skulpturen sind zu einem großen Teil in der Gemäldegalerie Berlin im Kulturforum und im Bode-Museum auf der Museumsinsel der Öffentlichkeit zugänglich.

## Tätigkeit
Der Verein verfolgt den Zweck, die Gemäldegalerie und die Skulpturensammlung in Berlin zu fördern. Dieses geschieht in erster Linie durch den Erwerb von Gemälden und plastischen Bildwerken vom frühen Mittelalter bis zum Ende des 18. Jahrhunderts, durch Unterstützung von Ausstellungen, Organisation von Veranstaltungen, Durchführung von kunsthistorischen Exkursionen, Vorträgen und wissenschaftlichen Veranstaltungen. Die vom Verein erworbenen Kunstwerke bleiben in seinem Besitz und werden den Museen als Leihgabe zur Verfügung gestellt.

## Geschichte

### Vereinsgründung

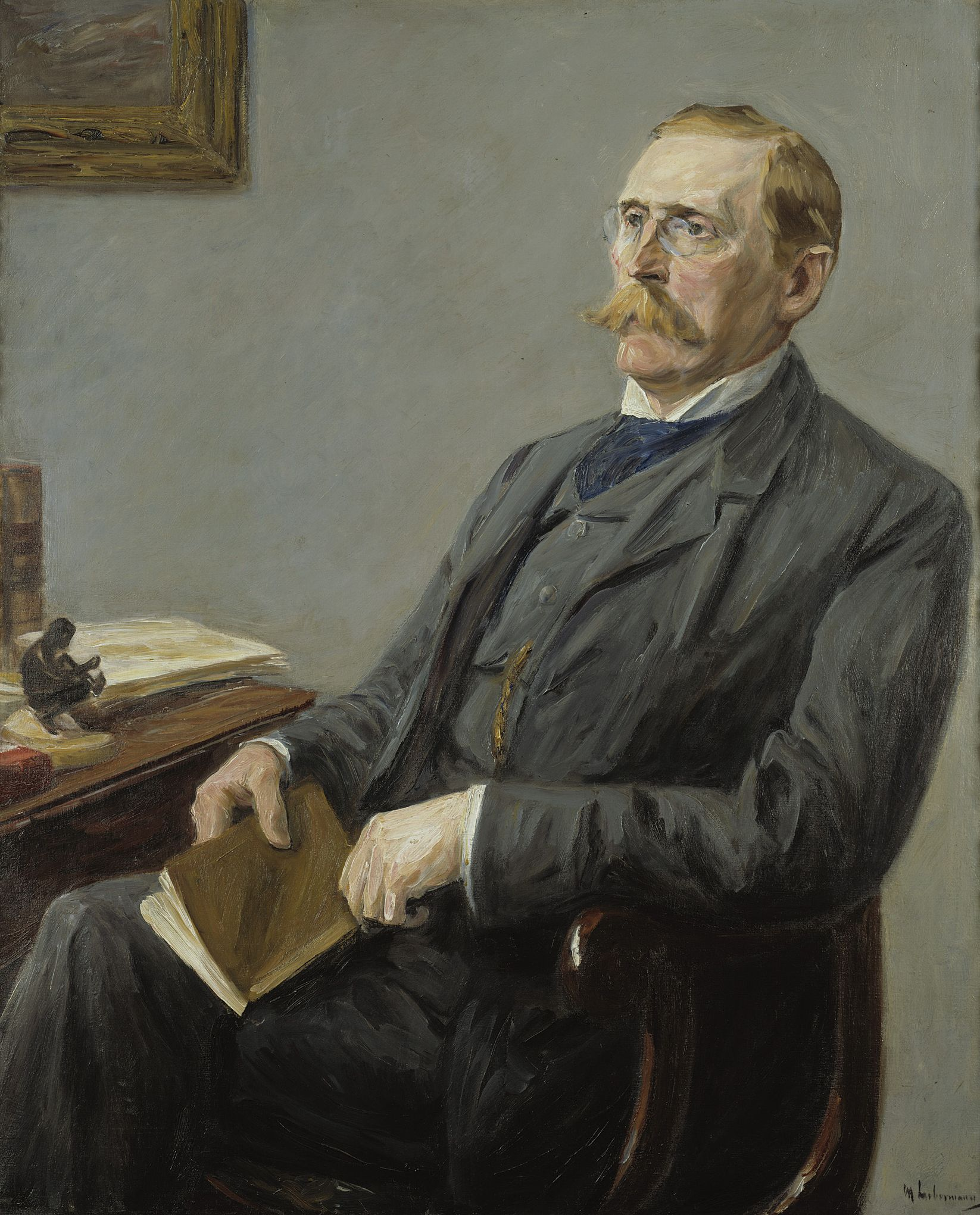
Max Liebermann:
Bildnis Dr. Wilhelm Bode, 1904

Die Gründung des Vereins geht auf eine Initiative von Wilhelm Bode zurück, der seit 1883 die Skulpturensammlung und seit 1890 die Gemäldegalerie der Königlichen Museen zu Berlin als Direktor leitete. Er bemängelte die geringen staatlichen Finanzmittel für den Ankauf von Kunstwerken und kritisierte das übliche bürokratische Genehmigungsverfahren. Aus seiner Sicht waren größere und schnell verfügbare Geldmittel notwendig, um auf dem Kunstmarkt bedeutende Objekte erwerben zu können. 1894 entwarf Bode ein erstes Konzeptpapier, in dem er zunächst beabsichtigte, einen von „reichen Sammlern“ gespeisten Ankaufsfond für die Museen einzurichten. Vorbild hierfür war ein ähnlicher Fond, über den die National Gallery in London verfügte. Aus der Idee des Fonds entwickelte sich der Gedanke, Freunde und Förderer der Gemäldegalerie und der Skulpturensammlung in einem Förderverein zusammenzuschließen. Die zunächst „in aller Stille“ am 28. April 1896 unter dem Namen „Museums-Verein“ gegründete Institution legte per 20. Januar 1897 ihre Statuten fest und wurde am 16. Juni 1897 als Kaiser-Friedrich-Museums-Verein durch Wilhelm II. mit den Rechten einer juristischen Person anerkannt. Mit dem offiziellen Gründungsjahr 1897 gehört der Kaiser Friedrich Museumsverein zu den ältesten bürgerlichen Kunstfördervereinen in Deutschland. Während bereits ab 1896 Kunstwerke für das namensgebende Kaiser-Friedrich-Museum erworben wurden, konnte dessen Gebäude erst 1904 fertiggestellt werden. Seit 1956 heißt trägt es die Bezeichnung Bode-Museum.
Wilhelm II. konnte als erstes Mitglied des Kaiser Friedrich Museumsverein gewonnen werden, was einen erheblichen Prestigegewinn für weitere Mitglieder bedeutete. Die Gründungsmitglieder waren vor allem vermögende Persönlichkeiten, die einen jährlichen Mitgliedsbeitrag von 500 Mark oder eine einmalige Zahlung von 5.000 Mark leisteten und darüber hinaus meist weitere finanzielle Mittel beitrugen. Zu dieser Gruppe gehörten neben Direktor Wilhelm Bode die Kunstsammler Willibald von Dirksen, Julie Hainauer, Fritz Harck und Martin Heckscher, der Kunsthistoriker Friedrich Sarre, der Historiker Ferdinand Güterbock und die Maler Josef Block, Max Liebermann, Ludwig Passini. Hinzu kamen die Politiker August von Dönhoff und Karl Egon IV. zu Fürstenberg, die Juristen Paul von Herrmann, Maximilian Kempner und Paul Joseph Liebermann von Wahlendorf sowie der Rittergutsbesitzer Arthur von Schnitzler. Zu den zahlreichen Bankiers im Verein gehörten Gustav Güterbock, August von der Heydt, Karl von der Heydt, Ernst von Mendelssohn-Bartholdy, Robert von Mendelssohn, Franz von Mendelssohn, Ernst Meyer, Georg Meyer, Paul von Schwabach, Eduard Veit Hermann Wallich, Robert Warschauer und Valentin Weisbach. Hinzu kamen die Unternehmer Eduard Arnhold, Fritz von Friedlaender-Fuld, Oskar Hahn, Richard von Hardt, Guido Henckel von Donnersmarck, Cornelius Wilhelm von Heyl zu Herrnsheim, Oscar Huldschinsky, Friedrich Alfred Krupp, Rudolf Mosse, Gustav Salomon, Gustav Siegle, James Simon, Adolph Thiem, Alfred Thieme und August Zeiss. Etwa die Hälfte der Gründungsmitglieder war jüdischen Glaubens.

### Aufbau einer bedeutenden Sammlung bis zum Ersten Weltkrieg
Zu den ersten Ankäufen des Vereins, die bereits 1896 vor der offiziellen Gründung erfolgten, gehörte das Bildnis eines alten Mannes von Hans Memling, die Bildnisstudie eines jungen Juden von Rembrandt van Rijn, die Terrakottafigur Madonna mit dem Apfel von Luca della Robbia und die Vedute Architektonische Perspektive eines unbekannten italienischen Malers des ausgehenden 15. Jahrhunderts. 1897 folgte mit dem Gemälde Der Mann mit dem Goldhelm – seinerzeit Rembrandt zugeschrieben, heute dem Umkreis des Malers zugeordnet – eines der bekanntesten Objekte im Eigentum des Vereins. Bis zum Ersten Weltkrieg folgten zahlreiche weitere bedeutende Werke. Hierzu gehören die Gemälde Landschaft mit dem Schiffbruch des Paulus von Peter Paul Rubens, Bildnis eines feisten Mannes des Meisters von Flémalle, Der Ballonaufstieg von Francesco Guardi und Die Grablegung Mariae von Giotto di Bondone. Hinzu kamen Werke wie Die Goldwägerin von Pieter de Hooch, Junges Paar beim Wein von Gerard ter Borch, Vier Heilige von Masaccio, Bildnis eines Mädchens mit rotem Barett von Albrecht Dürer, Das Bienenwunder des Heiligen Ambrosius von Filippo Lippi, Die Geburt Christi Martin Schongauer, Maria mit dem Kind von Michael Sittow, David mit dem abgetrennten Haupt Goliaths von Orazio Gentileschi, Salome mit dem Haupt Johannes des Täufers von Bernardo Strozzi und Die Kreuztragung Christi von Giovanni Battista Tiepolo. In den ersten Jahren nach Gründung des Verein leistete der Verein auch Vorfinanzierungen für Ankäufe, deren Mittel später aus dem Museumsetat beglichen wurde. Dies betraf beispielsweise die Museumsankäufe der Gemälde Etienne Chevalier mit dem heiligen Stephanus von Jean Fouquet und Herr und Dame beim Wein von Jan Vermeer. Zu den wichtigen Ankäufen für die Skulpturengalerie gehört die Sammlung von 144 Kleinbronzen aus dem Besitz von Adolf von Beckerath, die Figurengruppe aus Holz Martyrium des Heiligen Sebastian des Monogamist IP aus Passau und das Holzrelief Beweinung Christi von Hans Leinberger.

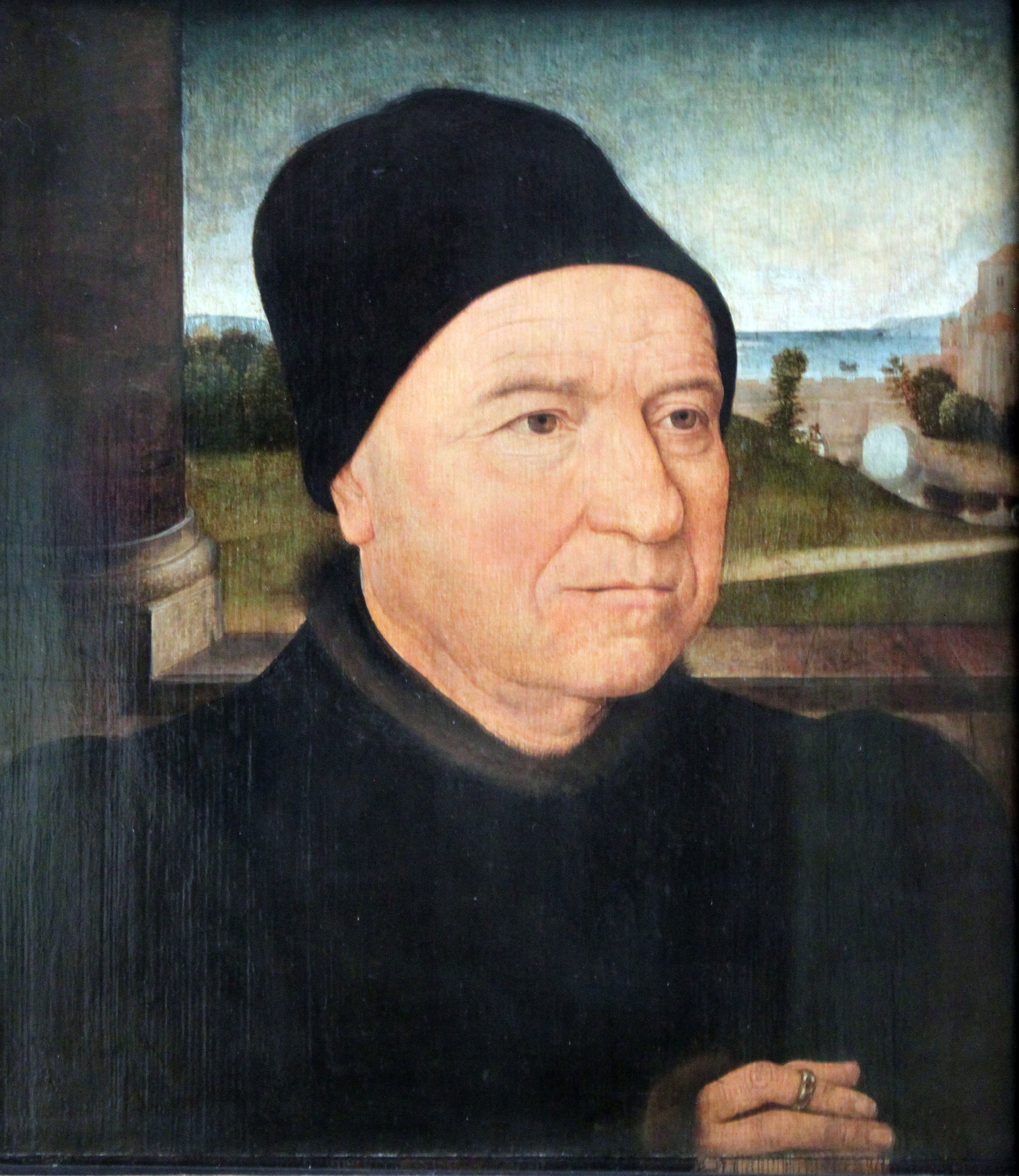
Hans Memling: Bildnis eines alten Mannes
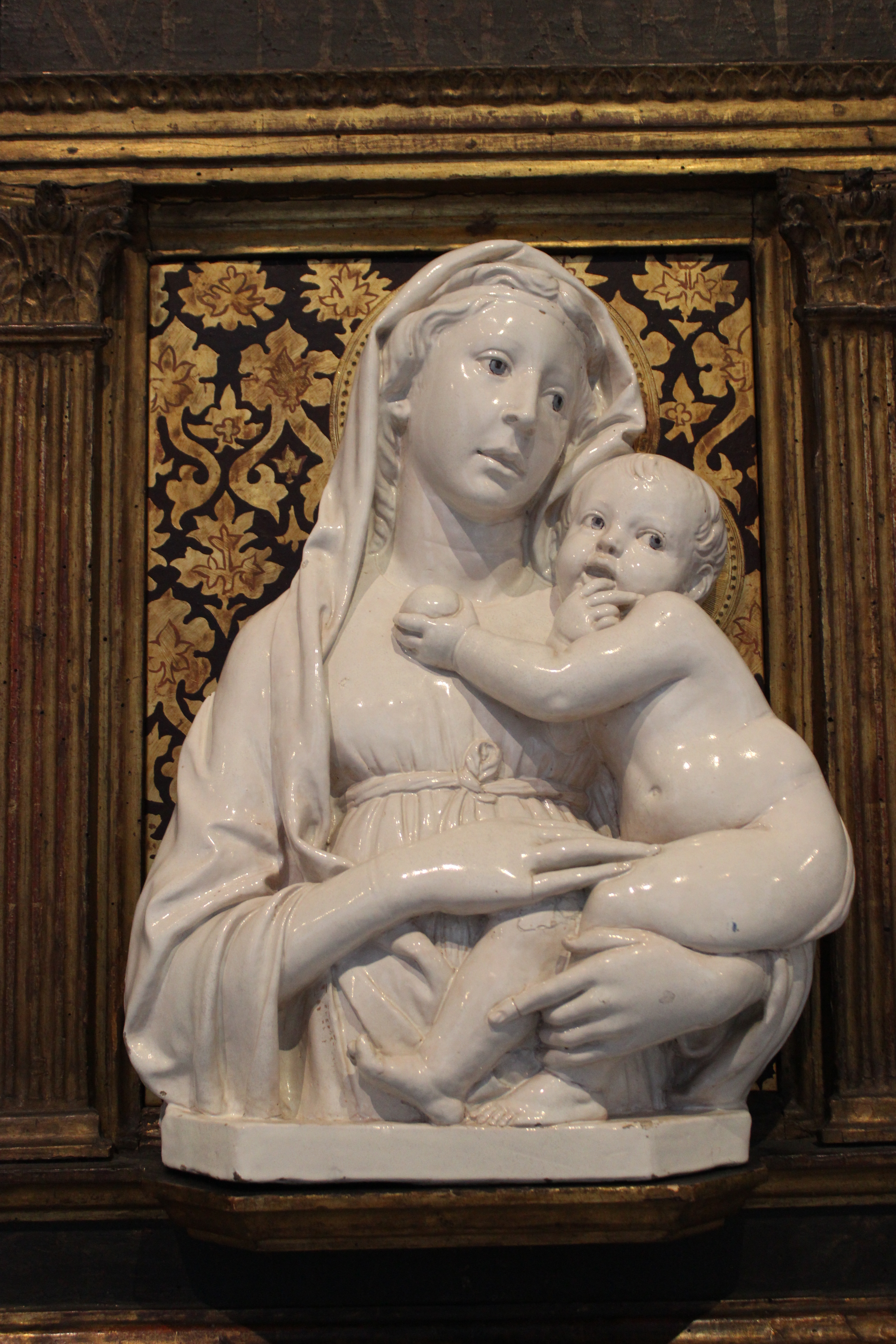
Luca della Robbia: Madonna mit dem Apfel
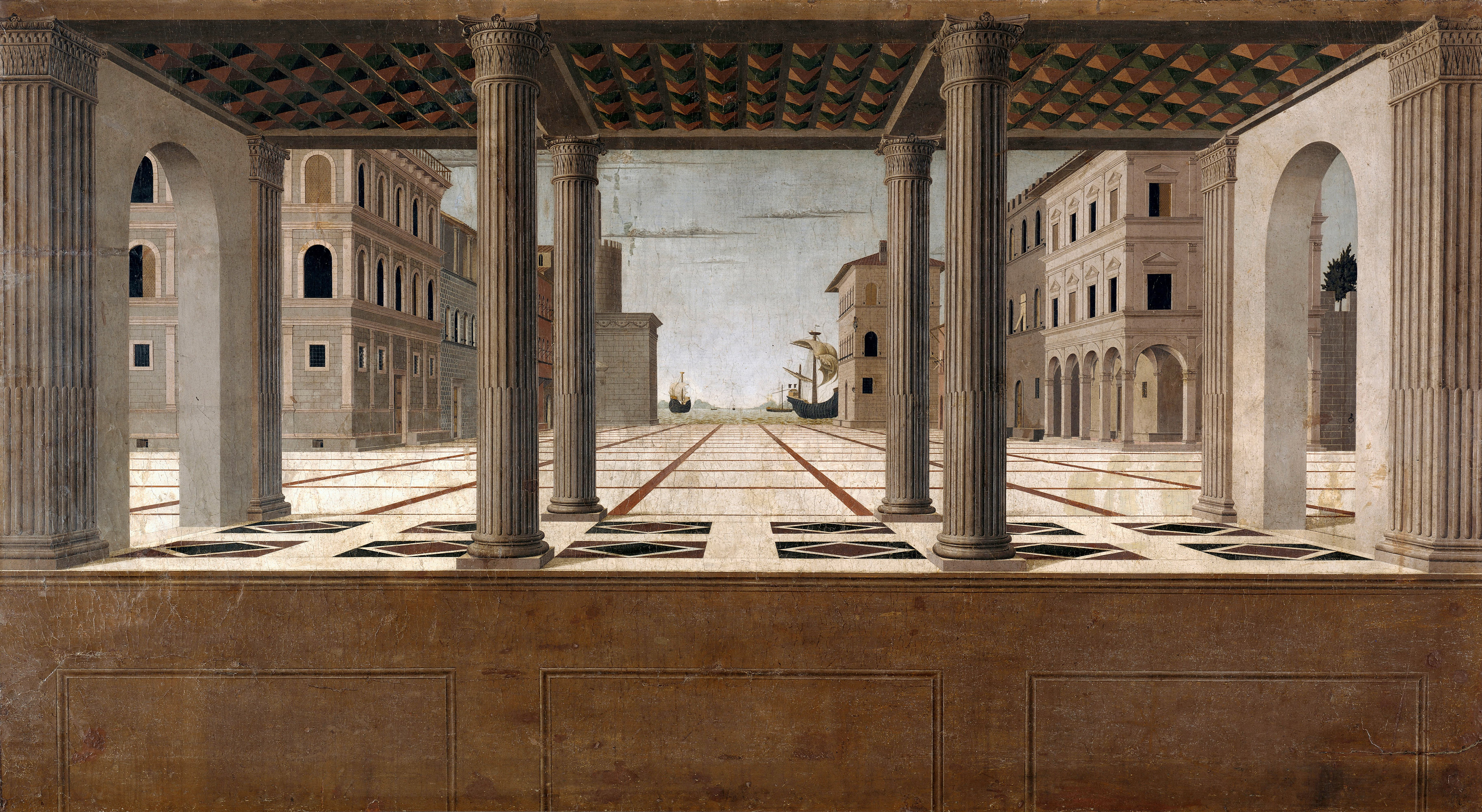
Unbekannter Künstler: Architektonische Perspektive
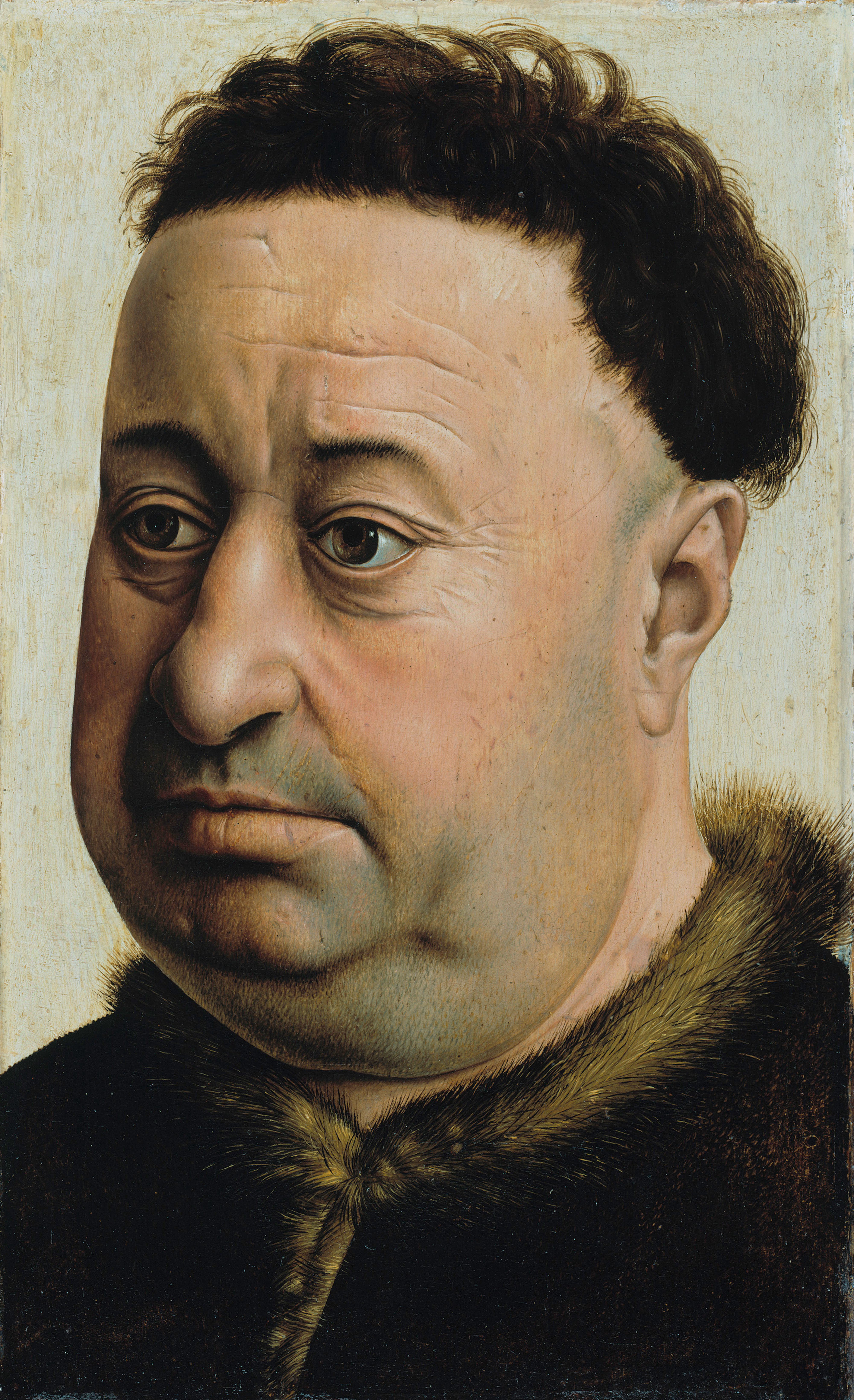
Meister von Flémalle: Bildnis eines feisten Mannes
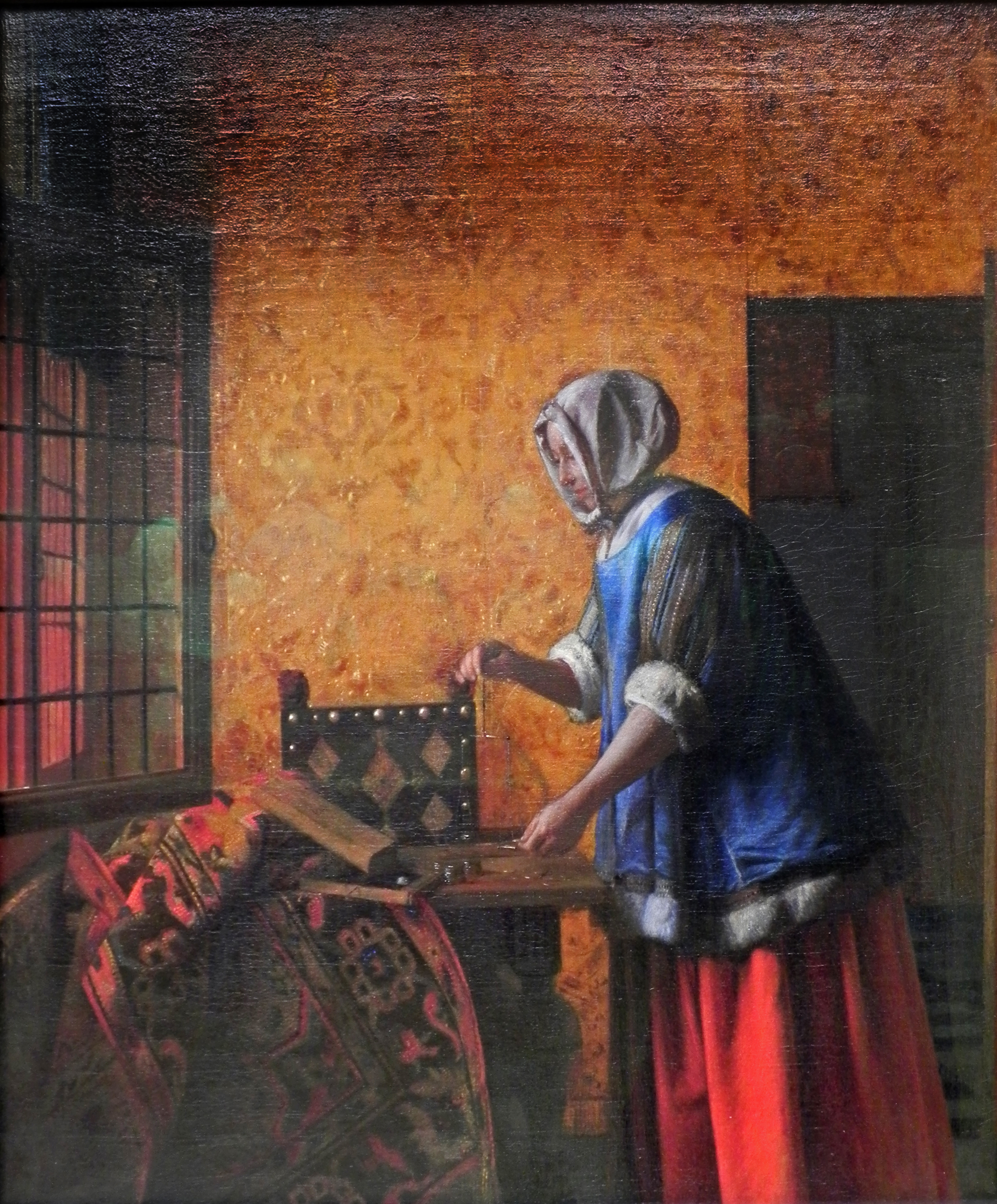
Pieter de Hooch: Die Goldwägerin
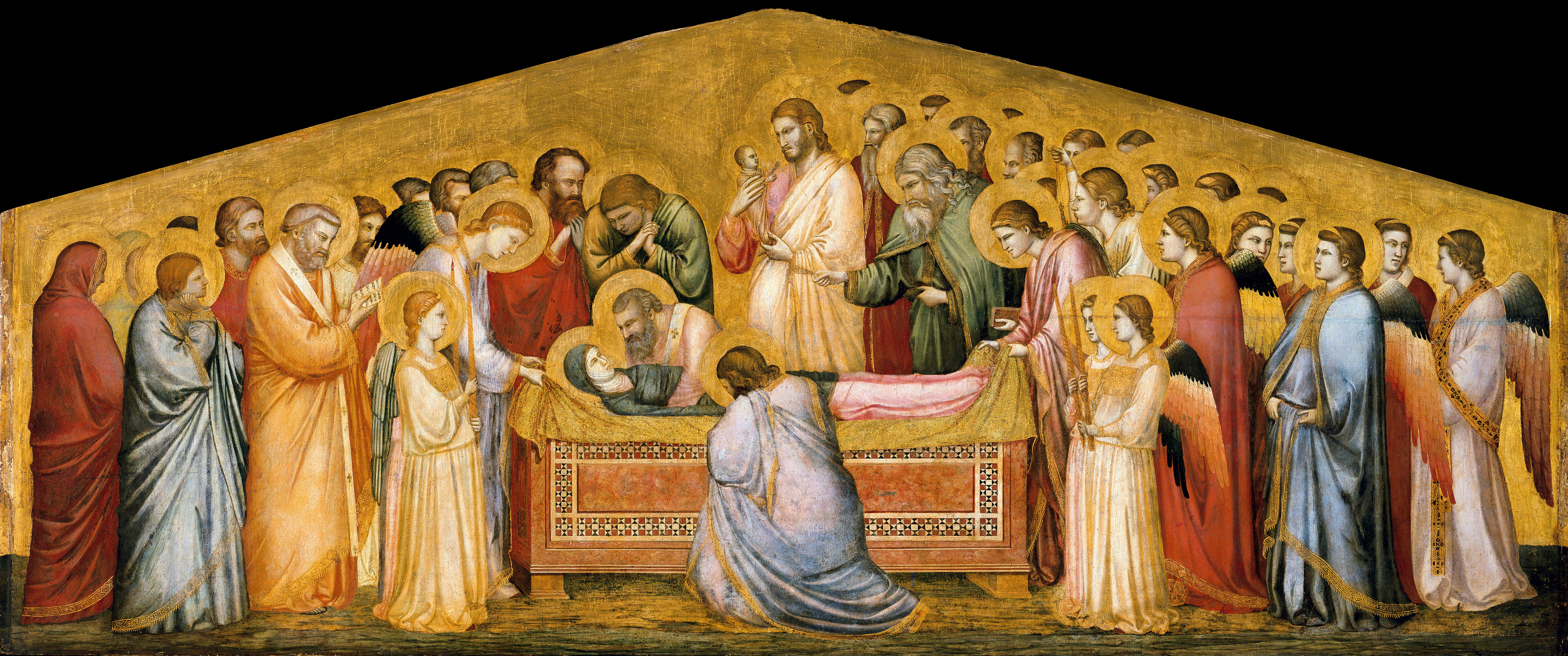
Giotto di Bondone: Die Grablegung Mariae
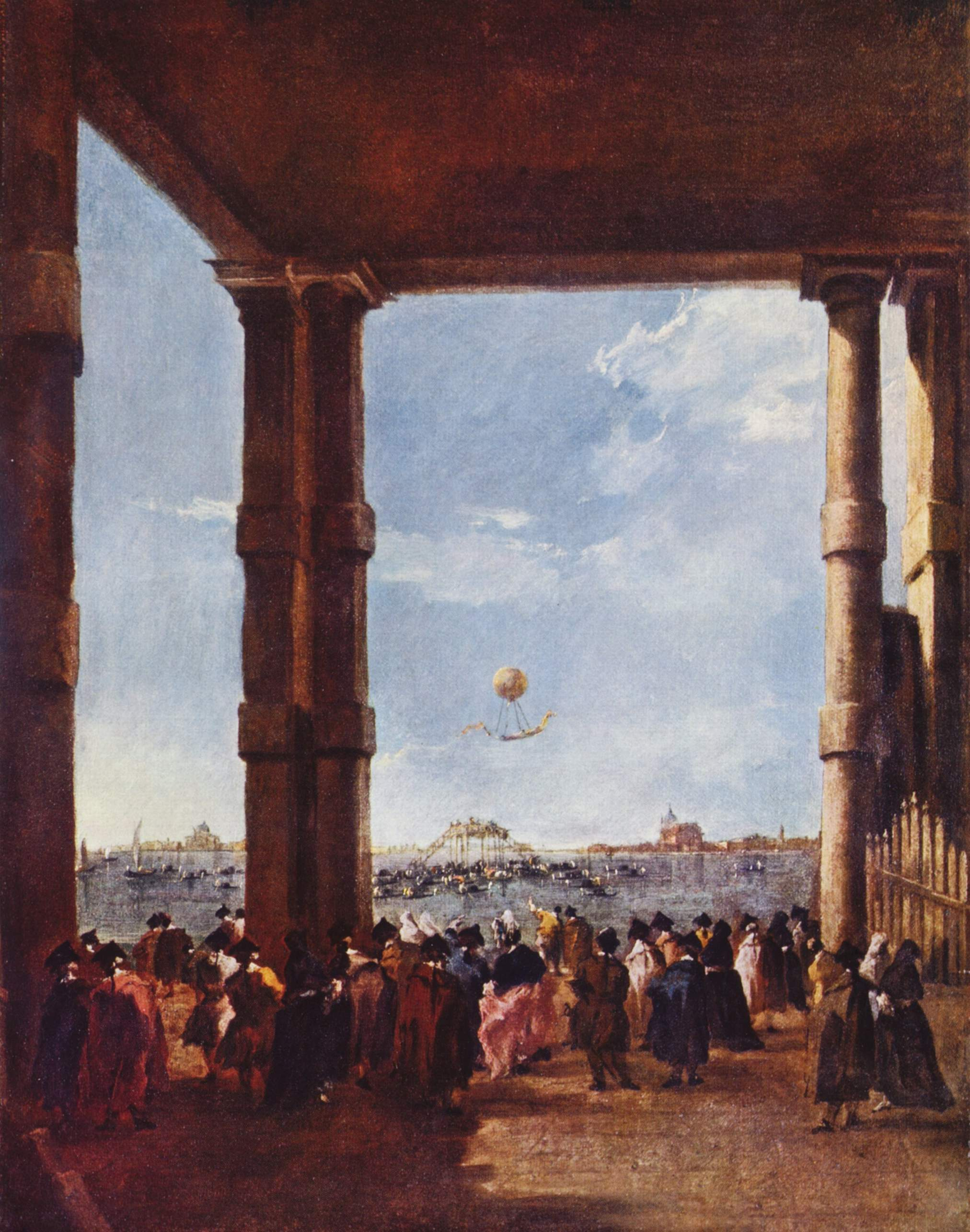
Francesco Guardi: Der Ballonaufstieg
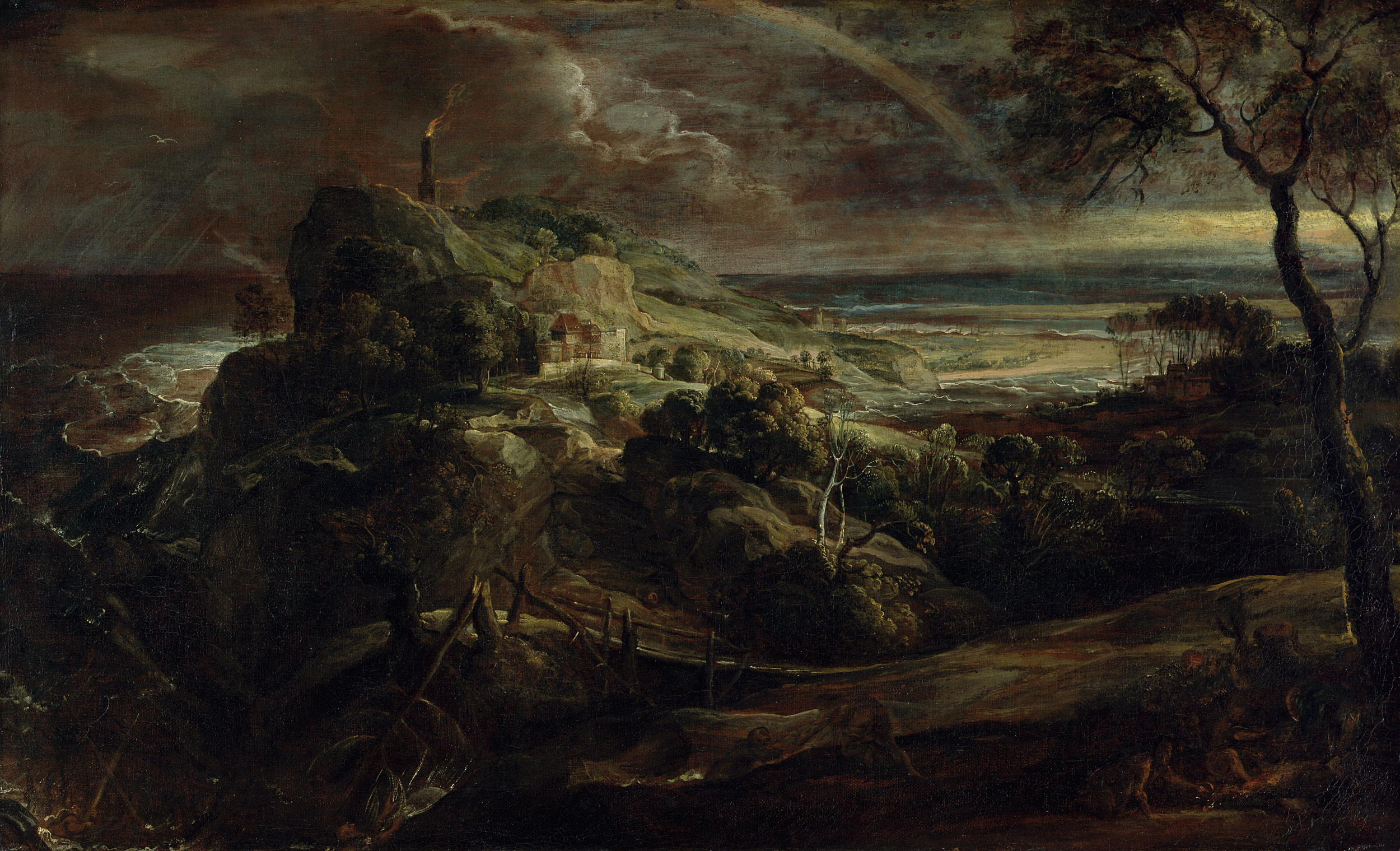
Peter Paul Rubens: Landschaft mit dem Schiffbruch des Paulus
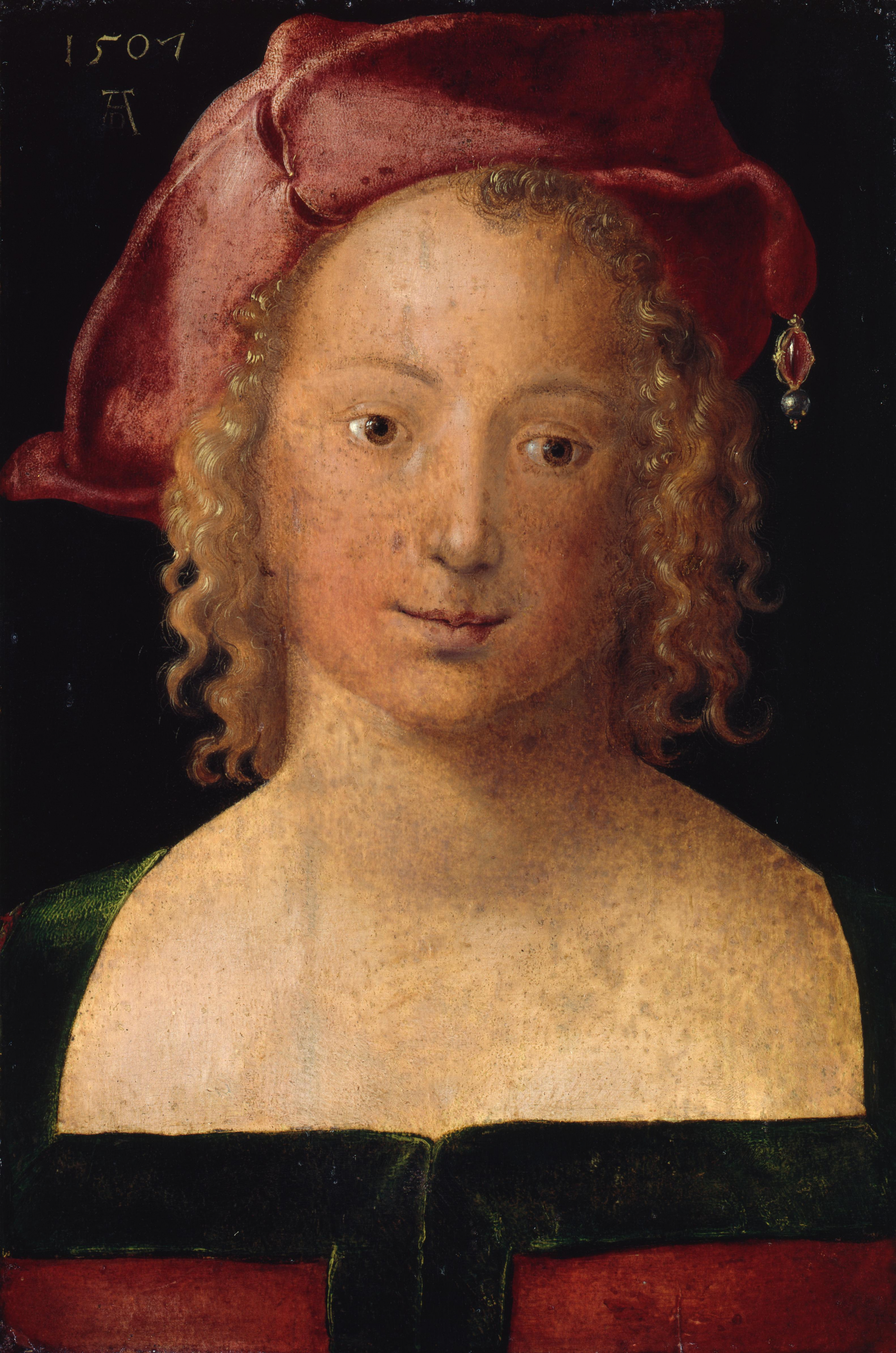
Albrecht Dürer: Bildnis eines Mädchens mit rotem Barett
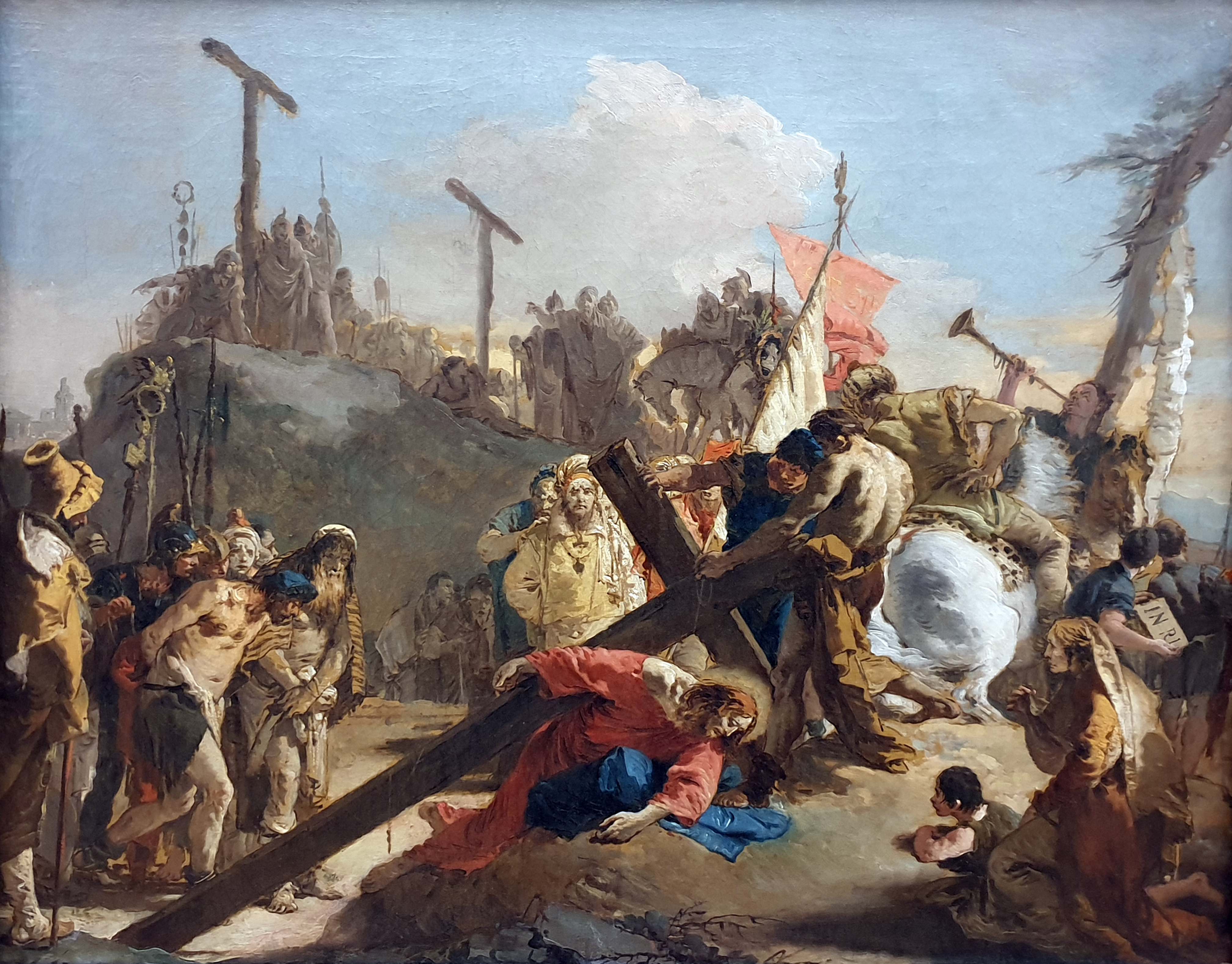
Giovanni Battista Tiepolo: Die Kreuztragung Christi

### Der Verein während der Weimarer Republik
Die Zeit während der Weimarer Republik zwischen 1918 und 1933 ist vor allem durch schwierige wirtschaftliche Verhältnisse geprägt, die dem Förderverein nur wenig finanziellen Spielraum gab. Zwar konnte noch im Kriegsjahr 1918 das Bildnis Ludwig Graf zu Löwenstein von Hans Baldung erworben werden, das 25-jährige Vereinsjubiläum 1922 fiel hingegen mitten in die Nachkriegsinflationsjahre, in denen zahlreiche bisherige Förderer selbst wirtschaftliche Einbußen hinnehmen mussten. Erst nach Einführung der Rentenmark 1923 standen auch dem Verein wieder umfangreicherer Mittel zur Verfügung, in denen einige bedeutende Ankäufe möglich wurden. Hierzu gehört beispielsweise 1926 der Ankauf des Gemäldes Interieur mit fröhlicher Gesellschaft von Willem Pietersz. Buytewech. Mit der ab 1929 einsetzenden Weltwirtschaftskrise verschlechterten sich erneut die finanziellen Möglichkeiten der Vereinsmitglieder und in der Folge auch des Vereins.

### Zeit des Nationalsozialismus

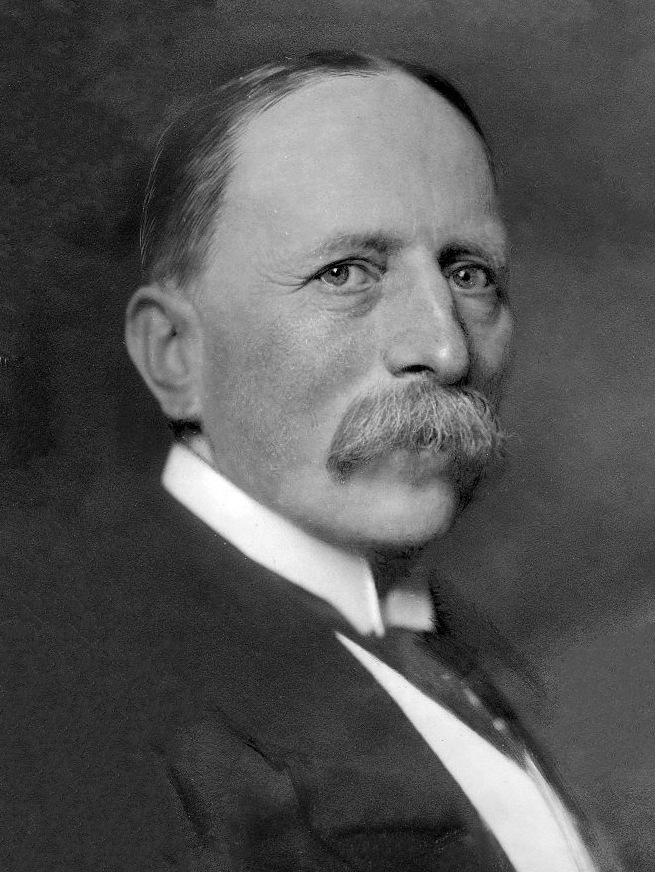
Friedrich Schmidt-Ott (Foto: Nicola Perscheid, etwa 1917)

In der Öffentlichkeit wurde viel beachtet und positiv bewertet, dass der Verein als erster „Freundeskreis“ der Berliner Museen seine Geschichte während der NS-Diktatur aus eigenem Antrieb quellennah, systematisch und kritisch hat aufarbeiten lassen. Nachdem im Kaiserreich und in der Weimarer Republik zeitweise gut 60 Prozent seiner mäzenatisch wirkenden Vereinsmitglieder jüdischen Glaubens waren, demonstrierte der von 1929 bis 1954 amtierende Vorsitzende Friedrich Schmidt-Ott sogleich nach der Übergabe der Regierungsverantwortung durch Hindenburg an die Hitler-Papen-Hugenberg-Koalition seinen „ostentativ zur Schau gestellten Schulterschluss von Wissenschaft und Regierung“. Die „rasche ideologische Selbstanpassung“ des Vorsitzenden beweisen die rüstungs- und rassepolitischen Vorschläge an Ministerien und den „Führer und Reichskanzler“. Seine Denkschrift an den Minister Bernhard Rust (14. Juni 1934) offenbart die nationalistischen, antisemitischen und opportunistischen Züge seines Denkens deutlich (Bundesarchiv).
„In dieser kritischen Phase vermisst man auch sein deutliches Eintreten für die jüdischen Mitglieder der scientific community […]. Man wird davon ausgehen müssen, dass Schmidt-Otts Neigung zur staatlichen Macht, seine sicher im Laufe der Jahre entwickelte Antipathie gegen demokratische Spielregeln und seine konservative Grundhaltung ihm keine unüberwindbaren Hindernisse zur Zusammenarbeit mit den Nationalsozialisten in den Weg legten.“
Der Verein setzte seine Tätigkeit fort (Verabschiedung des Jahresetats bis 1944/1945, Haupt- und Mitgliederversammlungen, Erwerbungs- und Spendenaktionen) und nahm bewusst Hitler nahestehende Persönlichkeiten wie Ernst Heinkel, Emil von Stauß und Wilhelm Kreis auf. Konsequent bestätigte Schmidt-Ott dem NS-Minister Bernhard Rust auf Anforderung am 8. Juni 1938, dass dem KFMV nunmehr „keine Juden mehr angehören“. Um diese Aussage treffen zu können, hatte Schmidt-Ott in den Wochen zuvor Mitglieder, die keine „Reichsbürger“ im Sinne der NS-Gesetze waren, satzungswidrig ausgeschlossen. Ob es ohne den Brief von Schmidt-Ott zur Zwangsauflösung des Vereins gekommen wäre, ist bei dem Opportunismus und der Dienstbeflissenheit von Schmidt-Ott fraglich, da das NS-Regime gegen ihn bis 1945 grundsätzlich nichts einzuwenden hatte, wie seine Bestallung zum Vorsitzenden einer Historischen Kommission und des Stifterverbands für die deutsche Wissenschaft zeigten.
Die Kunstwerke des Vereins wurden während des Krieges mit anderen Sammlungsobjekten der Museen im Flakbunker Friedrichshain und in den Kellern der Museumsinsel gelagert. Kurz vor Ende des Krieges wurden – neben anderem Museumsgut – 144 Werke aus der Sammlung des Vereins in das Bergwerk Merkers in Thüringen verbracht. Dort bargen US-amerikanische Truppen die Kunstwerke und verbrachten sie nach Wiesbaden. Im Flakbunker Friedrichshain brach am 6. Mai 1945 ein Brand aus, der zahlreiche Kunstwerke zerstörte. Andere in Berlin verbliebene Werke wurden in die Sowjetunion verbracht. Zu den Kriegsverlusten des Vereins gehören die Gemälde Die Jagdbeute von Anthonis van Dyck, Bildnis eines Malers von George Desmarées, Bildnis eines Mönchs von Francisco de Goya, Verkündigung von Jacopo Tintoretto, Waldige Flusslandschaft mit Hirten von Francesco Zuccarelli, Stillleben mit Truthahn von Melchior de Hondecoeter, Landschaft mit Regenbogen und Holzfällern von Jan Wildens und Judith mit dem Haupt des Holofernes von Sebastiano del Piombo.

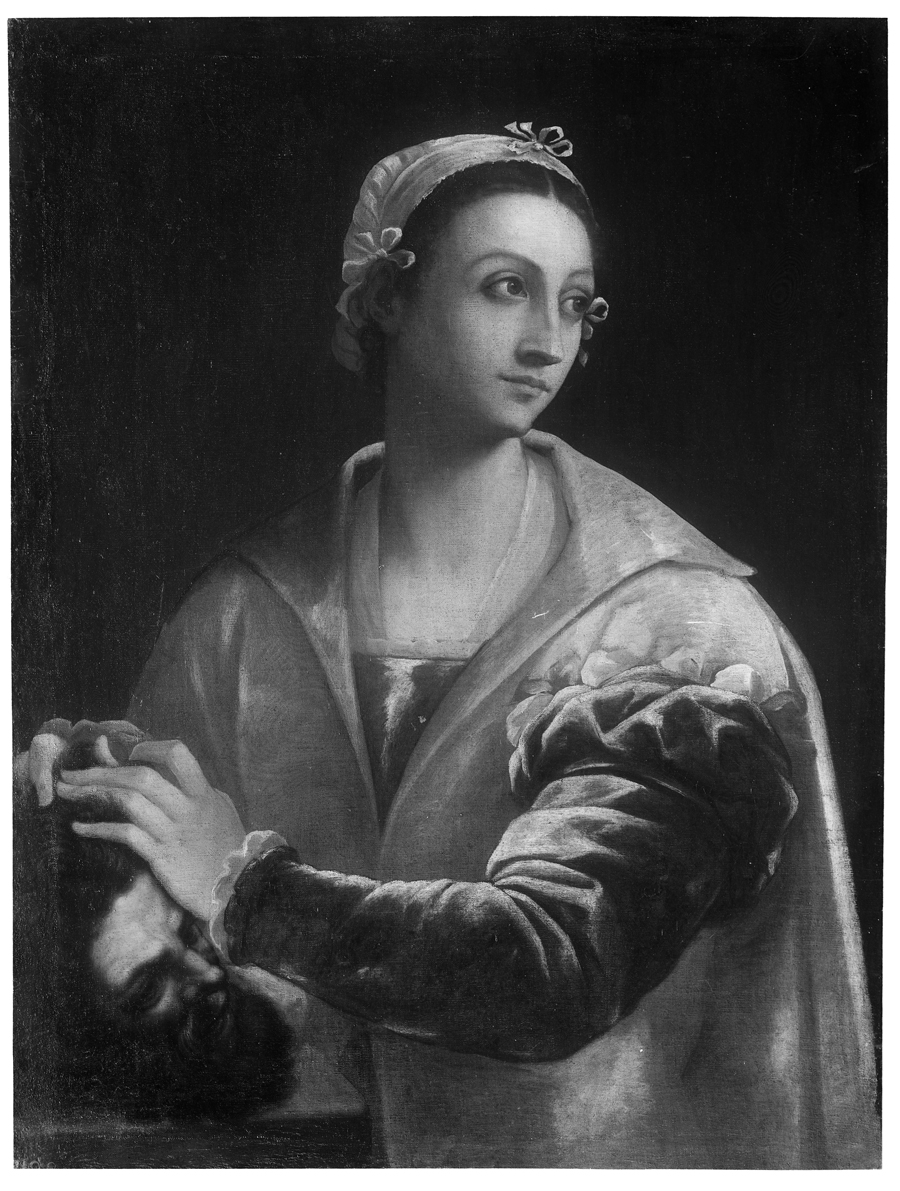
Sebastiano del Piombo: Judith mit dem Haupt des Holofernes
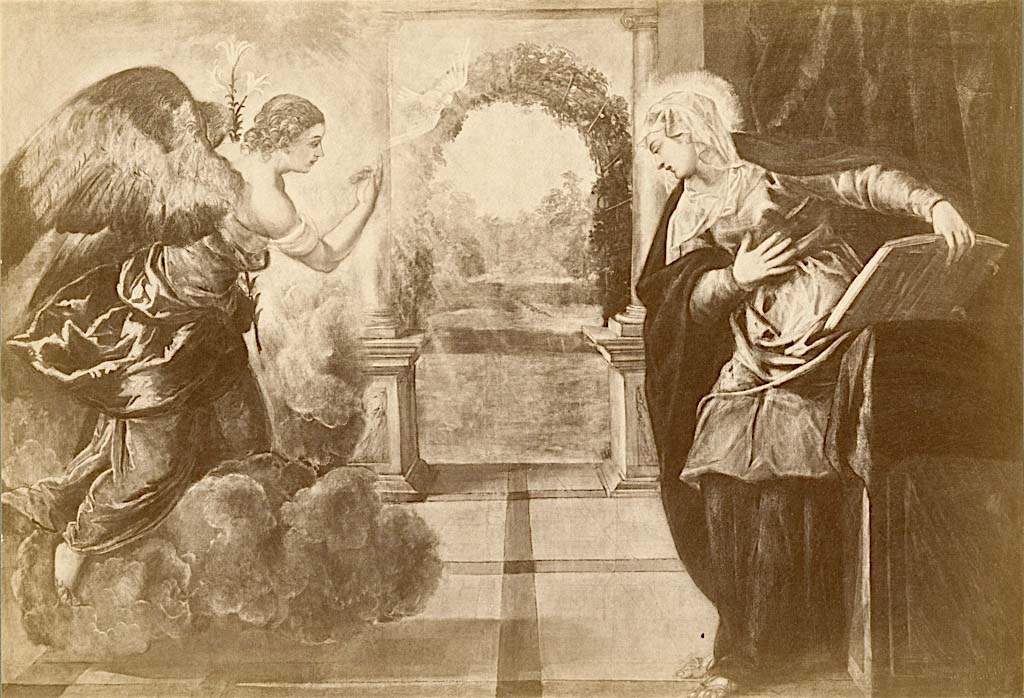
Jacopo Tintoretto: Verkündigung
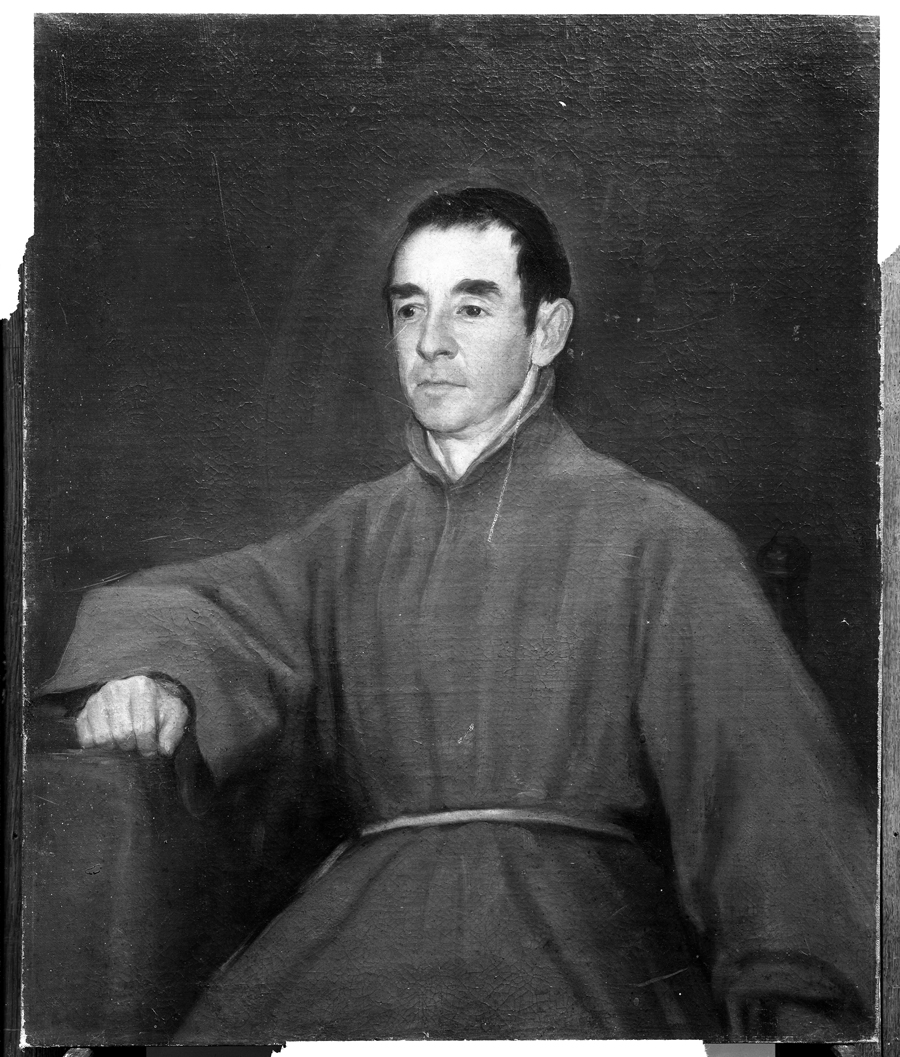
Francisco de Goya: Bildnis eines Mönchs
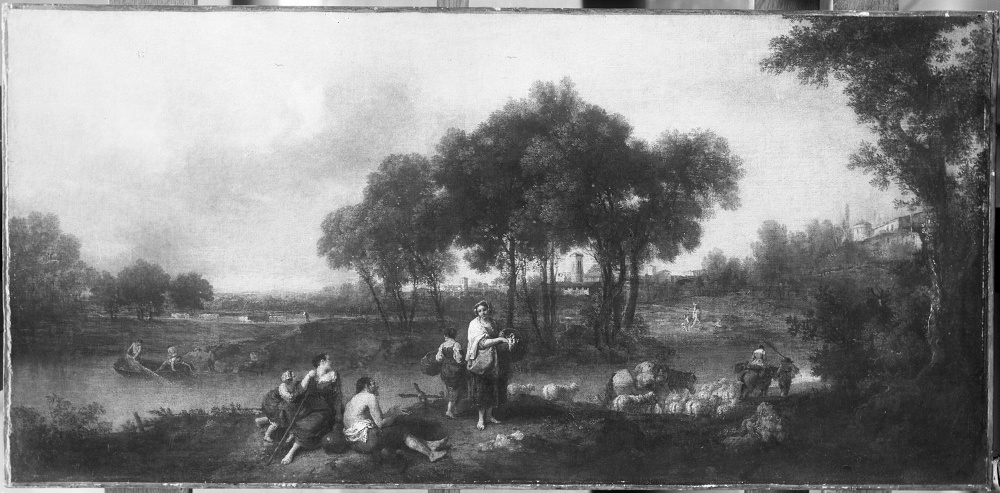
Francesco Zuccarelli: Waldige Flusslandschaft mit Hirten
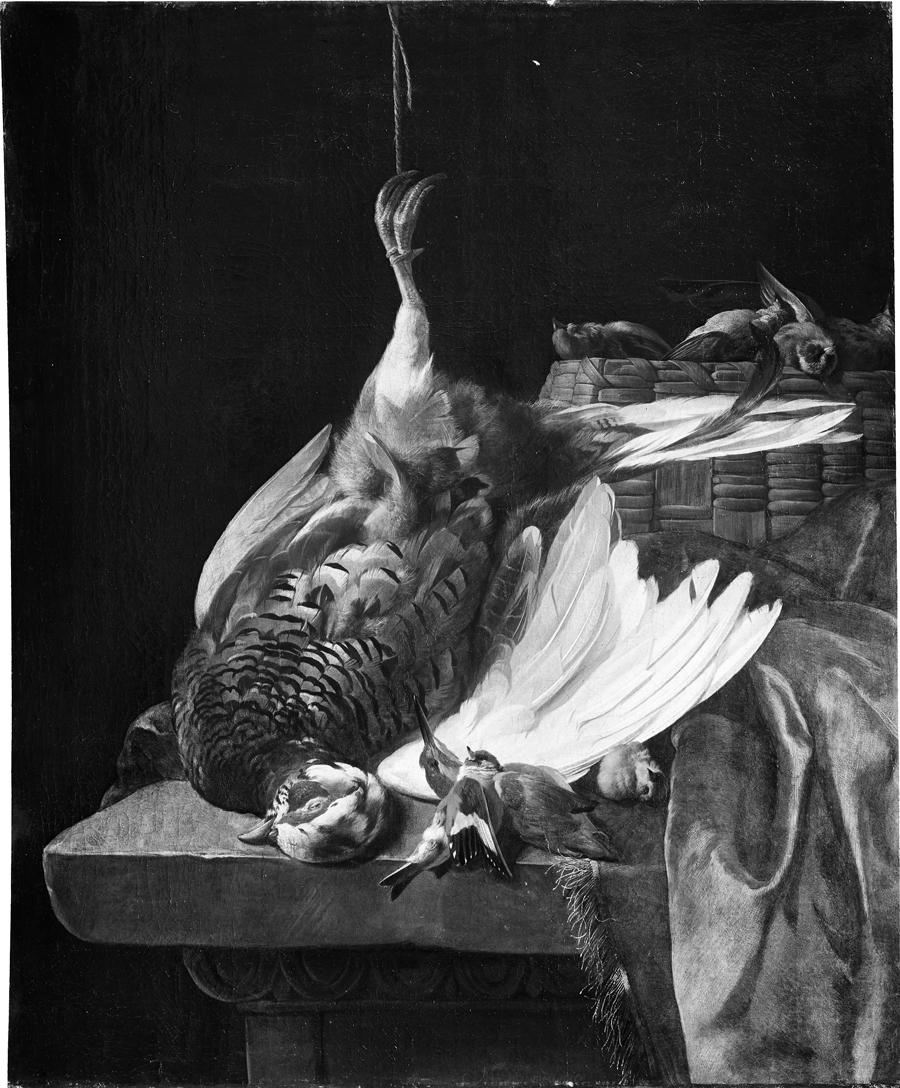
Melchior de Hondecoeter: Stilleben mit Truthahn
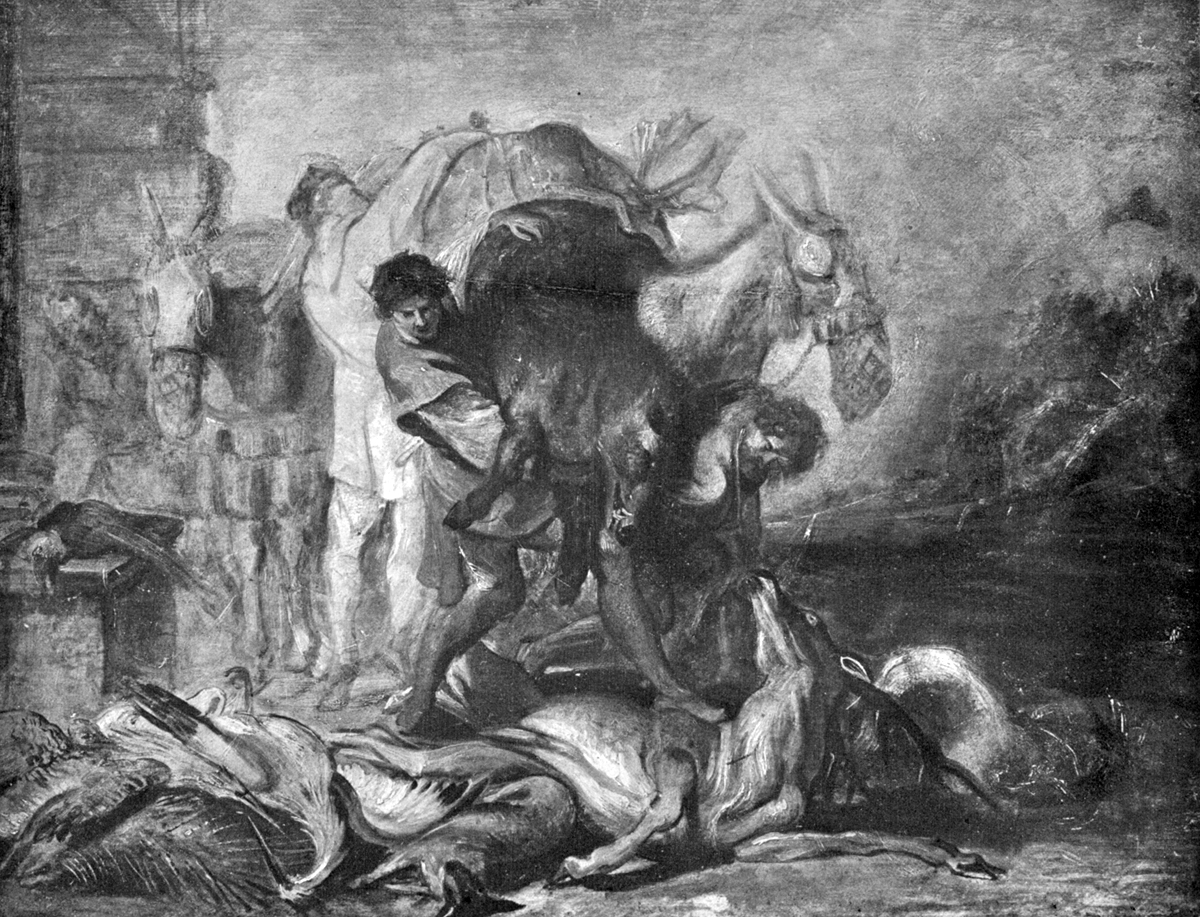
Anthonis van Dyck: Die Jagdbeute

### Zeit nach 1945
In den ersten Jahrzehnten nach 1945 setzte der Verein „die Schmidt-Ottsche Linie des Duckens und Stillhaltens fort“. Die bewusst vorgenommene völlige Verdrängung der Anpassung an das NS-Regime verbreitete der Verein zunächst in unkritischen Darstellungen. Erst 2018 veröffentlichte der Verein ein Verzeichnis aller ehemaligen jüdischen Mitglieder mit ihren Lebensläufen, in denen auch die Verfolgungen der Nazizeit benannt werden.
Bedeutende Gemälde der nach Wiesbaden verbrachten Sammlung des Vereins wurden nach 1945 in die Vereinigten Staaten verbracht und dort in mehreren Städten in Ausstellungen gezeigt. 1948/49 gelangten diese Werke nach Deutschland zurück und wurden zunächst den Bundesländern Hessen und Niedersachsen in Verwahrung gegeben. Anschließend wurden bedeutende Werke zu Ausstellungen in Europa verliehen. 1951 kehrten die Kunstwerke zunächst für eine Ausstellung nach West-Berlin zurück und wurden im Museumsstandort Dahlem gezeigt. Über den endgültigen Verbleib in Berlin gab es bis 1953 Rechtsstreitigkeiten zwischen dem Verein und dem Land Hessen, bei denen Bundeskanzler Konrad Adenauer die Position des Vereins unterstützte. Teile der in die Sowjetunion verlagerten Kunstwerke kamen 1956 zurück auf die Museumsinsel. Die Werke aus der Sammlung des Vereins wurden in Ost-Berlin als Museumsbesitz bezeichnet und der Kaiser Friedrich Museumsverein als Eigentümer oder frühere Eigentümer verschwiegen.
In West-Berlin begann der Kaiser Friedrich Museumsverein in den 1950er Jahren erneut Kunstwerke für die Museen anzukaufen. So konnte beispielsweise 1955 das Bildnis Prinz Heinrich von Preußen von Johann Heinrich Tischbein dem Älteren erworben werden. Hinzu kamen 1971 der Ankauf des Gemäldes Der Heilige Michael von Luca Giordano und 1974 des Bildes Die junge Mutter von Gerard Dou. Bei anderen Erwerbungen gab der Verein einen Zuschuss, während der überwiegende Teil aus Lottomitteln stammte. Dies betraf den Ankauf der Werke Venus und Amor von François Boucher 1978 und Der Jurist Joshua Grigby III. von Thomas Gainsborough 1980. Erwerbungen des Vereins aus jüngerer Zeit waren 1995 das Bildnis eines Mannes mit Weinglas von Jan Baptist Weenix, 2000 der Flötenspieler von Dirck van Baburen, 2004 das Seestück Die Fregatte „Amsterdam“ vor Den Helder von Simon de Vlieger und 2008 das Bild Die Lesende von Jean François de Troy. Als 2019 das Gemälde Sarah führt Abraham Hagar zu von Matthias Stom von den Staatlichen Museen an die Erben des jüdischen Vorbesitzers Heinrich Ueberall restituiert wurde, kaufte der Museumsverein das Bild für die Gemäldegalerie zurück, wobei er durch Finanzmittel der Friede Springer Stiftung unterstützt wurde. Zu den in jüngerer zeit erworbenen Skulpturen gehört die Darstellung Büste eines jugendlichen Prinzen von Germain Pilon oder dessen Umkreis, die der Verein 2011 erwarb.

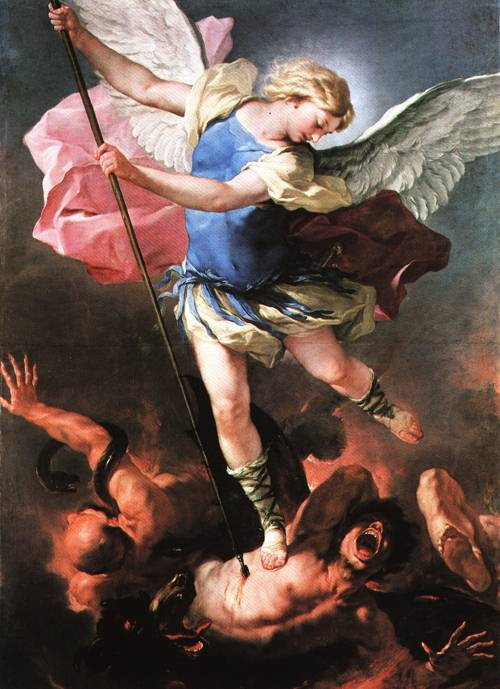
Luca Giordano: Der Heilige Michael
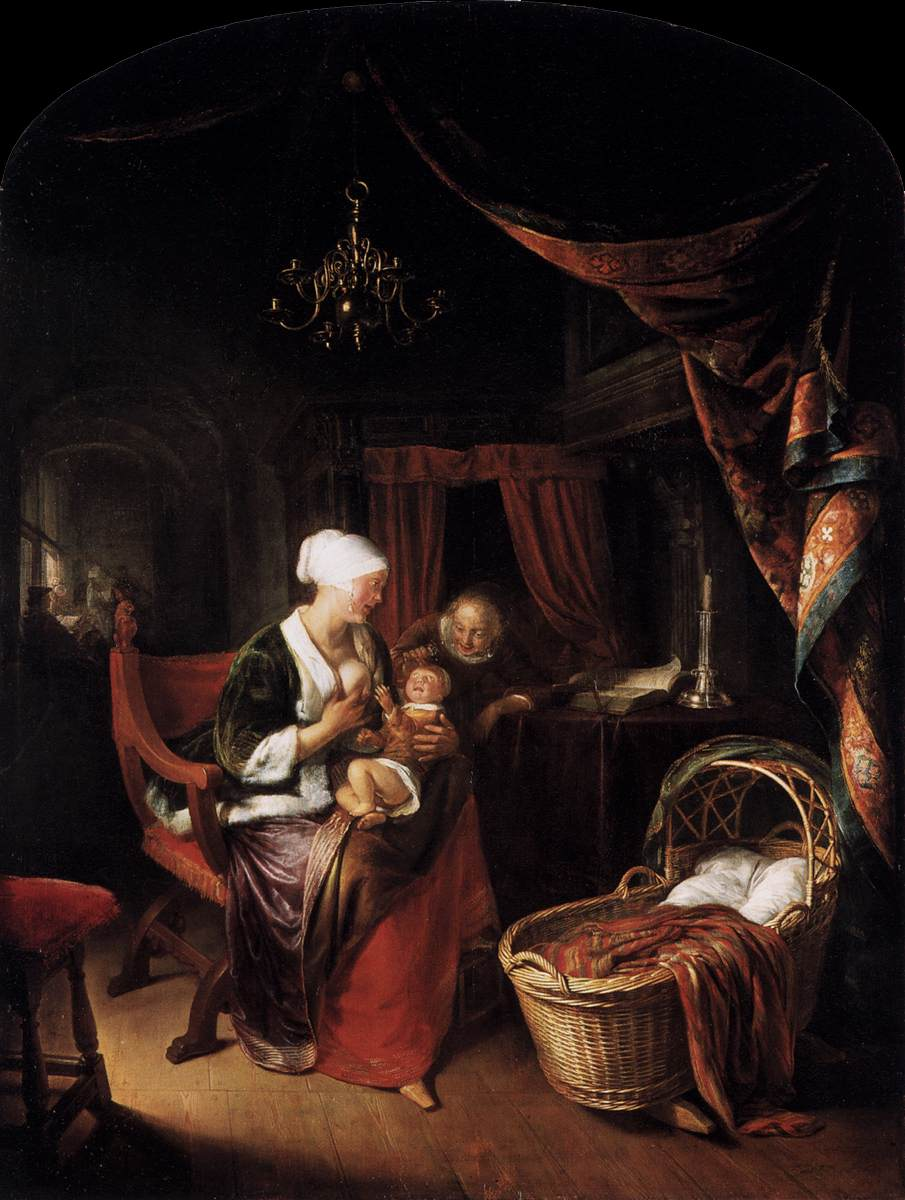
Gerard Dou: Die junge Mutter
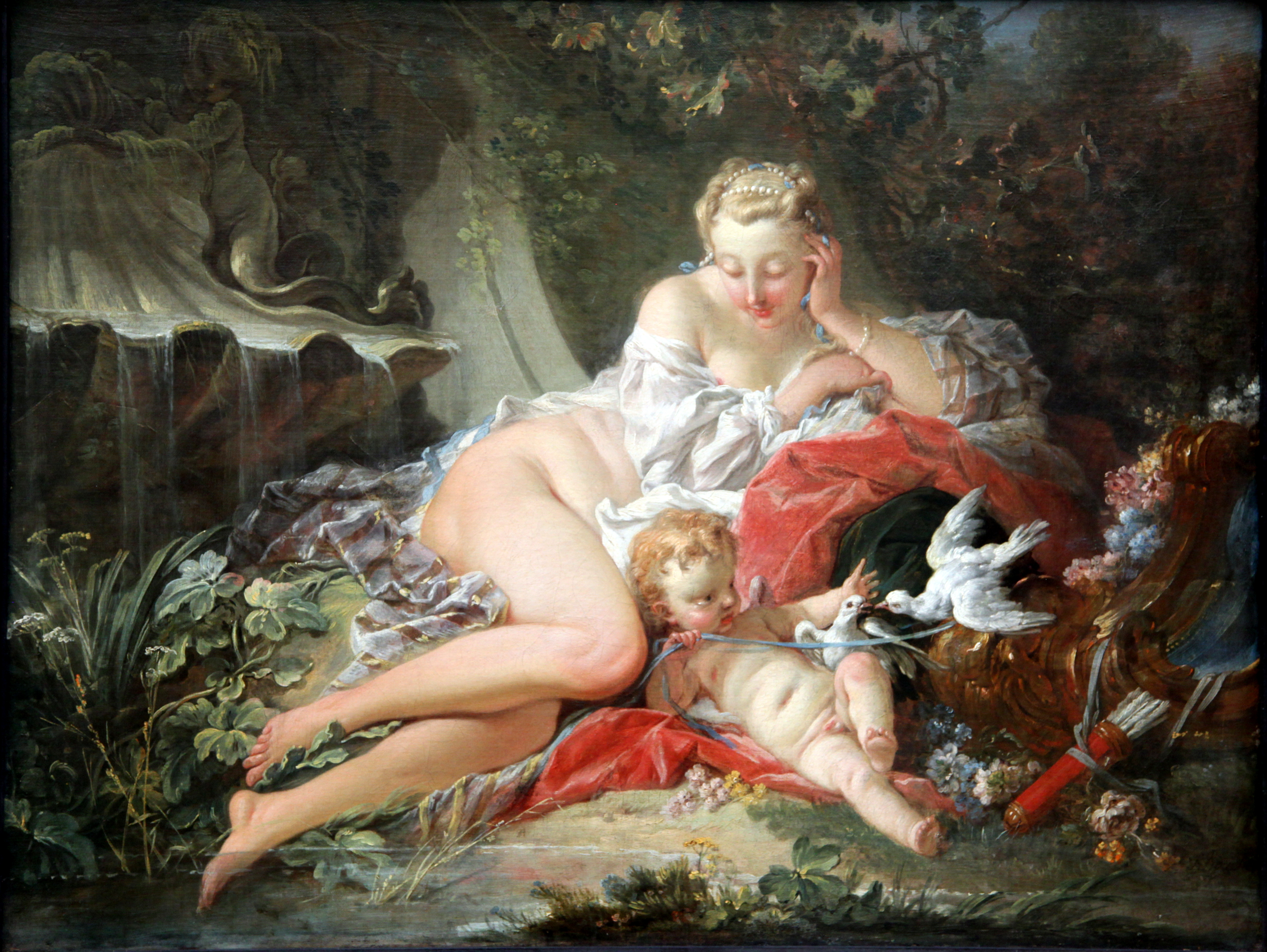
François Boucher: Venus und Amor
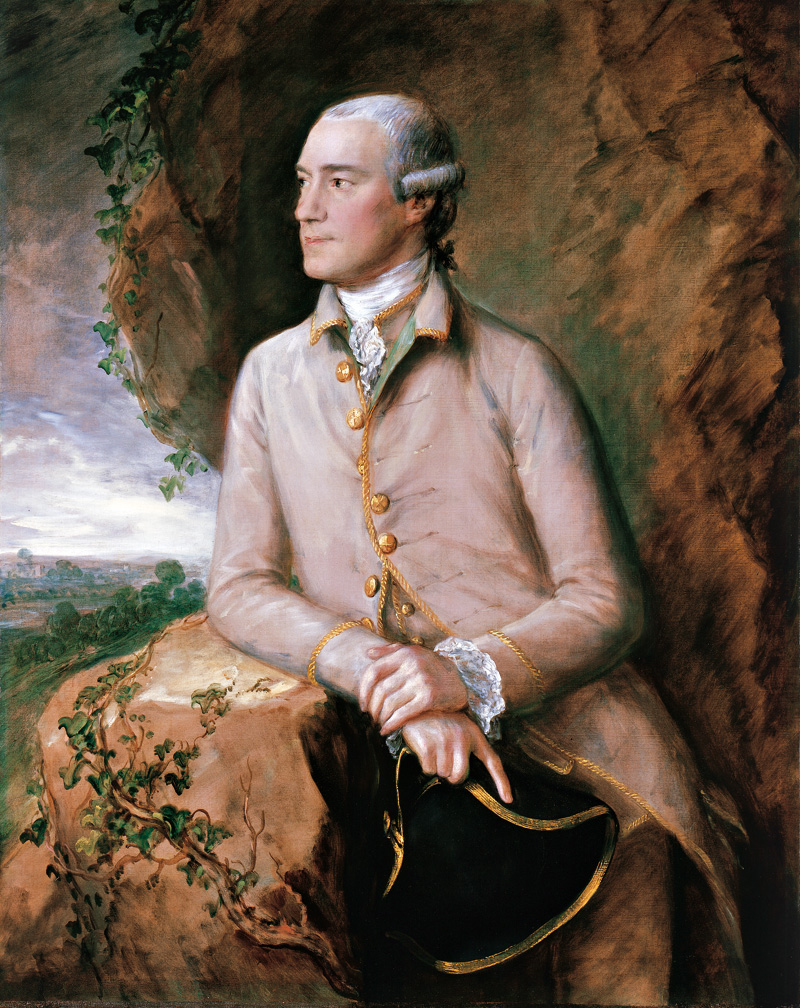
Thomas Gainsborough: Der Jurist Joshua Grigby III.
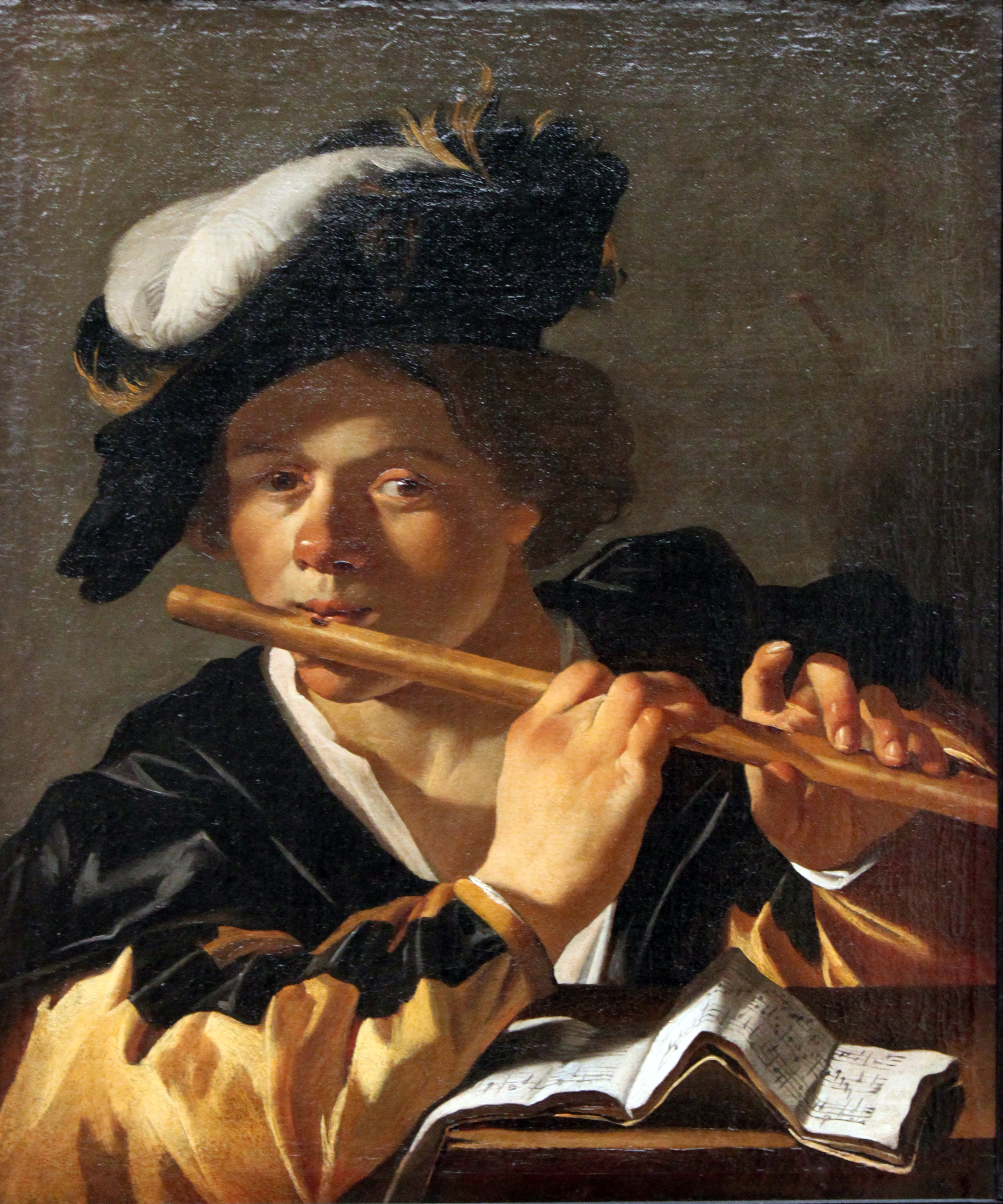
Dirck van Baburen: Flötenspieler
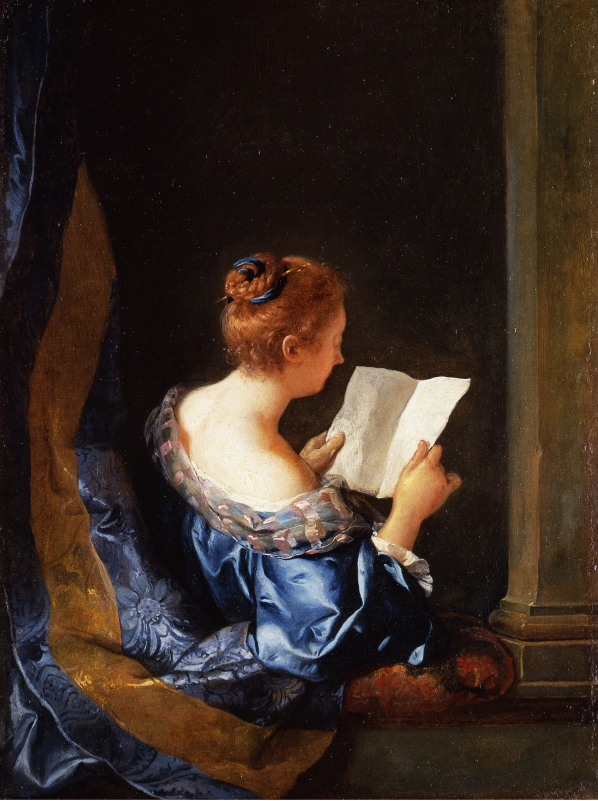
Jean-François de Troy: Die Lesende
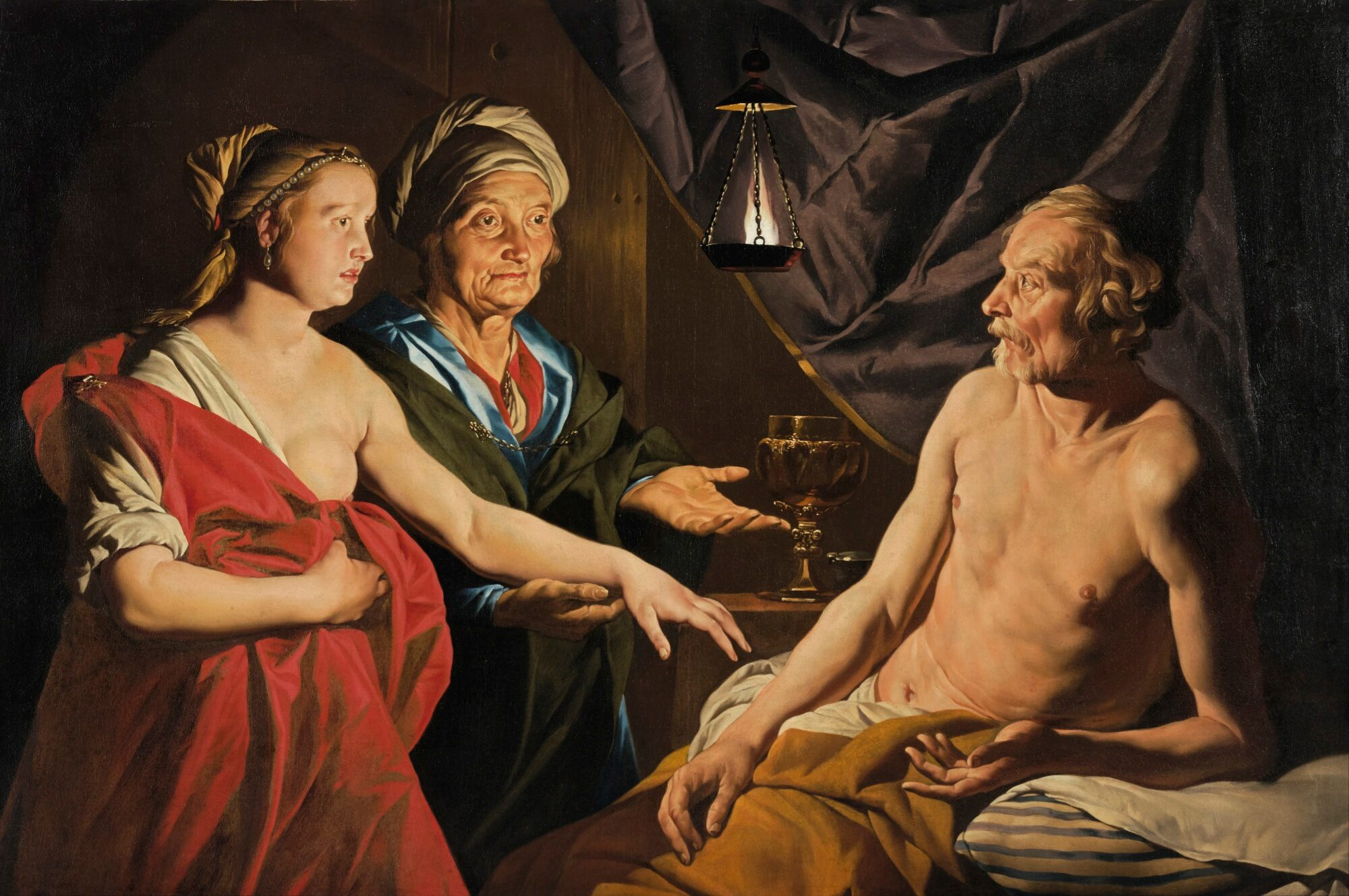
Matthias Stom: Sarah führt Abraham Hagar zu
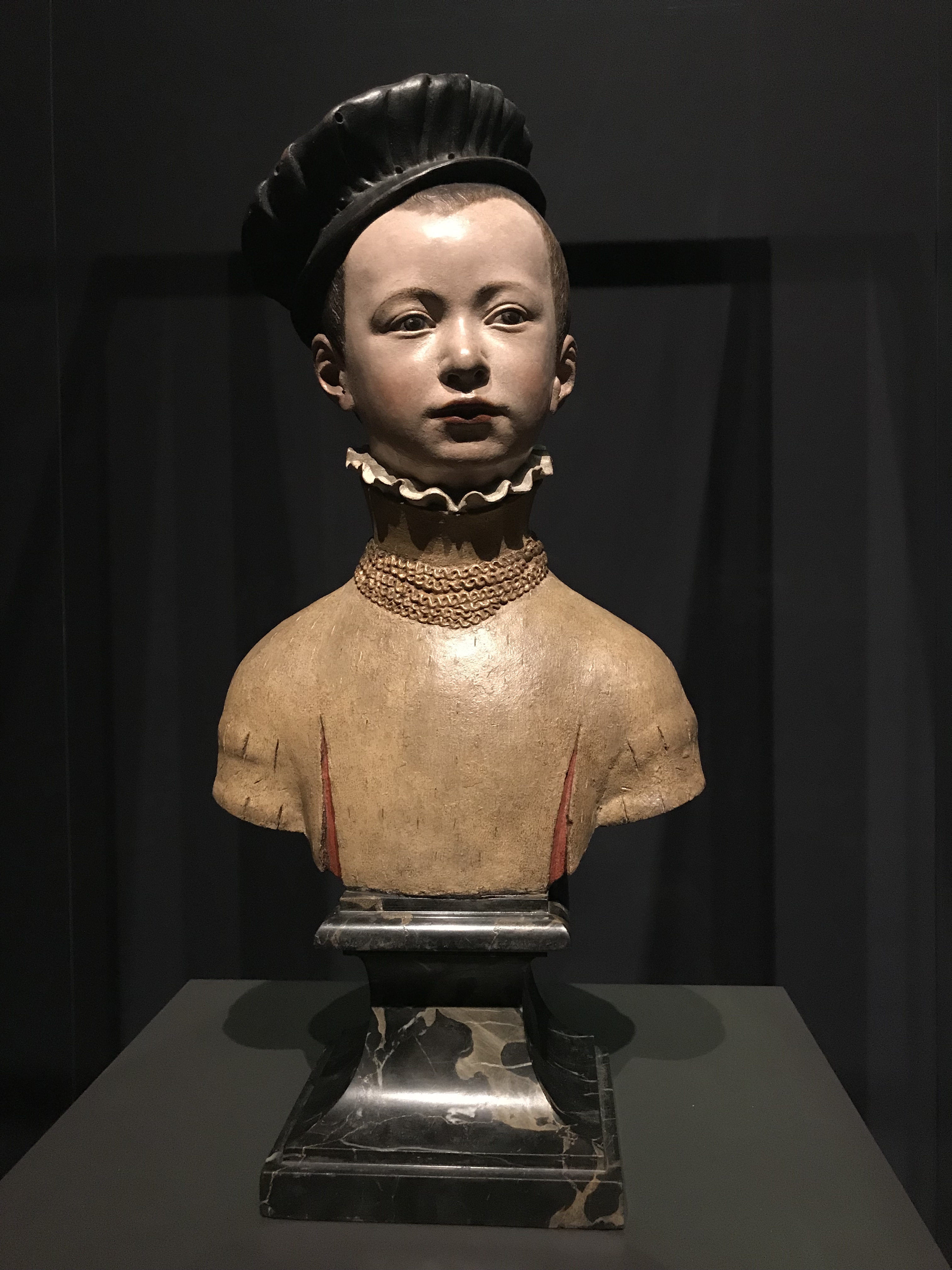
Germain Pilon oder Umkreis: Büste eines jugendlichen Prinzen

Der Kaiser Friedrich Museumsverein hat heute rund 700 Mitglieder. Als Nachfolger von Tessen von Heydebreck wurde Birgit Blass-Simmen am 4. September 2021 zur Vorsitzenden des KFMV gewählt. Seit 2010 bilden die jungen Mitglieder die Gruppe „Junge Kaiser“, der rund zehn Prozent der Mitglieder angehören.